# Região Metropolitana da Serra Gaúcha
A Região Metropolitana da Serra Gaúcha (RMSG) é uma região metropolitana brasileira localizada no estado da Rio Grande do Sul criada em 2013. O seu município-sede é a cidade de Caxias do Sul. 
Juntamente da Região Metropolitana de Porto Alegre, forma um importante complexo manufatureiro e urbano, tendo como eixo a BR-116, de forma semelhante à que ocorre em outros estados do país (como no caso de São Paulo e Campinas por exemplo). 

## Características
A região metropolitana foi instituída pela lei complementar estadual 14 293 de 29 de agosto de 2013. Esta substitui o então a lei complementar estadual nº 10335 de 1994 que criou a Aglomeração Urbana do Nordeste do Rio Grande do Sul (AUNE) e é formada por 13 municípios.
Atualmente compreende 4505 km² e, segundo censo do IBGE de 2010, possui mais de 700 mil habitantes, sendo mais populosa que algumas capitais brasileiras. Possuindo o 23ª maior PIB metropolitano do Brasil, a Região Metropolitana da Serra Gaúcha constitui-se numa importante área para o desenvolvimento do interior do estado. Nela encontram-se algumas das maiores e mais importantes empresas do país, como montadoras de carrocerias de ônibus, indústrias de autopeças, produtos alimentícios, plásticos, entre outros.

### Caxias do Sul
Situada na região da Serra Gaúcha, tem como cidade-sede Caxias do Sul, importante município do Rio Grande do Sul, um dos mais ricos e populosos do estado. Juntamente com as cidades de seu entorno, Caxias do Sul é um importante polo comercial e de serviços do estado e sua influência se estende para além dos limites desta região metropolitana, atingindo várias cidades do norte e nordeste do Rio Grande do Sul. 
Tem o Aeroporto Regional Hugo Cantergiani como a principal porta de entrada para passageiros vindos de outras regiões do estado. Conta também com um movimentado terminal rodoviário. 

## Municípios
Municípios que compõem a região metropolitana com a data de anexação e a legislação que assim a  determinou:
| Município         | Anexado em           | Legislação  | Área (km²) | População (2018) | PIB em R$ (2008) | Distância à Caxias do Sul (km) |
| ----------------- | -------------------- | ----------- | ---------- | ---------------- | ---------------- | ------------------------------ |
| Antônio Prado     | 29 de Agosto de 2013 | LCF 14/2013 | 347,616    | 13 055           | 220 544,503      | 55                             |
| Bento Gonçalves   | 29 de Agosto de 2013 | LCF 14/2013 | 382,513    | 119 049          | 2 398 620,150    | 45                             |
| Carlos Barbosa    | 29 de Agosto de 2013 | LCF 14/2013 | 229,906    | 29 409           | 671 592,428      | 42                             |
| Caxias do Sul     | 29 de Agosto de 2013 | LCF 14/2013 | 1 643,913  | 504 069          | 16 636 859,000   | -                              |
| Farroupilha       | 29 de Agosto de 2013 | LCF 14/2013 | 359,300    | 71 570           | 1 278 072,191    | 18                             |
| Flores da Cunha   | 29 de Agosto de 2013 | LCF 14/2013 | 272,662    | 30 430           | 461 349,743      | 20                             |
| Garibaldi         | 29 de Agosto de 2013 | LCF 14/2013 | 167,697    | 34 684           | 826 559,849      | 38                             |
| Ipê               | 29 de Agosto de 2013 | LCF 14/2013 | 599,948    | 6 588            | 90 704,685       | 60                             |
| Monte Belo do Sul | 29 de Agosto de 2013 | LCF 14/2013 | 68,369     | 2 564            | 56 705,029       | 45                             |
| Nova Pádua        | 29 de Agosto de 2013 | LCF 14/2013 | 103,239    | 2 548            | 44 373,596       | 51                             |
| Pinto Bandeira    | 29 de Agosto de 2013 | LCF 14/2013 | 101,000    | 2 968            | sem dados        | 45                             |
| Santa Tereza      | 29 de Agosto de 2013 | LCF 14/2013 | 72,390     | 1 734            | 21 328,000       | 38                             |
| São Marcos        | 29 de Agosto de 2013 | LCF 14/2013 | 256,254    | 21 449           | 283 837,025      | 35                             |
| Total             |                      |             | 4 604,807  | 840 117          | 25 725 276 057   |                                |